# Dietmar Grupp
Dietmar Grupp (* 13. Dezember 1956 in Ellwangen) ist ein deutscher Jurist. Er war von September 2008 bis Oktober 2022 Richter am Bundesgerichtshof, seit Juli 2020 als Vorsitzender Richter.

## Werdegang
Nach dem Abschluss seiner juristischen Ausbildung trat Grupp 1985 in den höheren Justizdienst des Landes Baden-Württemberg ein. Während der Probezeit war er der Staatsanwaltschaft Ellwangen, dem Verwaltungsgericht Stuttgart sowie dem Amtsgericht und dem Landgericht Ellwangen zugewiesen. 1988 wurde er zum Staatsanwalt im Beamtenverhältnis auf Lebenszeit bei der Staatsanwaltschaft Ellwangen ernannt. 1989 wurde er als Richter am Landgericht an das Landgericht Ellwangen versetzt. Von dort war er in den Jahren 1994 bis 1997 als wissenschaftlicher Mitarbeiter an den Bundesgerichtshof abgeordnet. 1998 folgte die Beförderung zum Vorsitzenden Richter am Landgericht Ellwangen. Seit seiner Ernennung zum Richter am Bundesgerichtshof im September 2008 gehörte er dem schwerpunktmäßig für das Insolvenz- und Zwangsvollstreckungsrecht sowie die Anwalts- und Steuerberaterhaftung zuständigen IX. Zivilsenat an, dessen Vorsitzender er ab Juli 2020 war. Grupp trat am 31. Oktober 2022 in den Ruhestand.